# Іпіранга (річка)
Іпіранга (порт. Ipiranga) — невелика річка (скоріше струмок), що протікає в районі Іпіранга міста Сан-Паулу. Свою назву річка отримала з мови тупі Ypiranga, що означає «червона річка» (y=«річка», piranga=«червона»).
На березі цієї річки була символічно проголошена незалежність Бразилії принцом та спадкоємцем португальського трону доном Педру. Після цього була заснована Бразильська імперія, першим імператором якої став дон Педру.
Зараз річка практично зникла, вона сильно забруднена, і більша її частина знаходиться під землею.